# Société royale belge d'astronomie
La Société royale belge d'astronomie, de météorologie et de physique du globe (SRBA) est une société savante belge ayant pour objectif la vulgarisation et l'enseignement mutuel de l'astronomie et des sciences associées.  Elle a été fondée le 1er décembre 1894 à Saint-Josse-ten-Noode.  Son premier président fut Fernand Jacobs.
En 1910, la société reprend la revue Ciel et Terre, fondée en 1880 par des membres de l'Observatoire royal de Belgique. Elle en assure depuis lors la publication.